# محمد بن أحمد بن عرفة الدسوقي
محمد بن أحمد بن عرفة الدسوقي المالكي (1230 هـ / 1815 م). من علماء العربية، سني مصري، من فقهاء المالكية، عالم مشارك في الفقه والكلام والنحو والبلاغة والمنطق والهيئة والهندسة والتوقيت. ولد بمدينة دسوق بشمال مصر، وقدم القاهرة ودرس بالأزهر، وتوفي بالقاهرة في 21 ربيع الثاني. من تصانيفه: «حاشية على مغني اللبيب» لابن هشام الأنصاري في النحو، «حاشية على شرح محمد السنوسي على مقدمة أم البراهين» في العقائد، «حاشية على شرح الدردير لمختصر خليل» في فروع الفقه المالكي، «حاشية على شرح سعد الدين التفتازاني على التلخيص» في البلاغة، و«حاشية على شرح البردة» لجلال الدين المحلي.

## وصلات خارجية
- "الإمام محمد عرفة الدسوقي". تراجم وسير. دار الإفتاء المصرية. مؤرشف من الأصل في 2013-12-02. {{استشهاد ويب}}: الوسيط |الأول= يفتقد |الأخير= (مساعدة)